# Irina Kalinina
Irina Vladimirovna Kalinina, em russo: Ирина Владимировна Калинина, (Penza, 8 de abril de 1959) é uma ex-saltadora russa que competiu em provas de saltos ornamentais pela extinta União Soviética. 
Kalinina é a detentora de uma medalha olímpica, conquistada nos Jogos de Moscou, em 1980. Este resultado a tornou a única saltadora soviética a conquistar uma vitória em Jogos Olímpicos entre as provas femininas.